# Anaglymma cardoni
Anaglymma cardoni är en skalbaggsart som beskrevs av Lewis 1894. Anaglymma cardoni ingår i släktet Anaglymma och familjen stumpbaggar. Inga underarter finns listade i Catalogue of Life.